# TMPRSS11F
TMPRSS11F‏ (Transmembrane serine protease 11F) هوَ بروتين يُشَفر بواسطة جين TMPRSS11F في الإنسان.